# 퍼펙트 스트레인저 (2007년 영화)
《퍼펙트 스트레인저》(영어: Perfect Stranger)는 미국에서 제작된 제임스 폴리 감독의 2007년 네오누아르 심리 스릴러 영화이다. 레벌루션 스튜디오스가 컬럼비아 픽처스를 위해 제작하였다. 핼리 베리, 브루스 윌리스 등이 출연하였고, 일레인 골드스미스토머스 등이 제작에 참여하였다.

## 출연진
- 핼리 베리
- 브루스 윌리스
- 지어바니 리비시
- 플로렌치아 로자노
- 패티 다밴빌
- 게리 도단
- 클리아 루이스
- 다니엘라 판흐라스
- 태머라 펠드먼
- 니키 에이콕스
- 폴라 미란다
- 로런 포터
- 에마 헤밍
- 리처드 포트노
- 캐슬린 챌펀트

## 기타 제작진
- 공동 제작: 스테퍼니 랭호프, 대니얼 A. 토머스
- 협력 제작: 스티븐 J. 이즈
- 배역: 토드 세일러
- 미술: 빌 그룸
- 의상: 러네이 얼릭 캘퍼스

## 홈 미디어
이 영화는 2007년 8월 21일 DVD와 블루레이로 출시되었다.